# スクール・デイズ (アルバム)
『スクール・デイズ』（School Days）は、アメリカ合衆国のベーシスト、スタンリー・クラークが1976年に発表した4作目のスタジオ・アルバム。

## 解説
ジョン・マクラフリンが参加した「デザート・ソング」の別ヴァージョンはアウトテイクとなっていたが、1991年にリリースされたアルバム『Live 1976–1977』で発表された。
本作は、前作『ジャーニー・トゥ・ラヴ』（1975年）に引き続きアメリカのBillboard 200でトップ40入りし、最高34位に達した。また、1977年には『ビルボード』のジャズ・アルバム・チャートで2位に達した。
音楽評論家のRichard S. Ginellはオールミュージックにおいて「本作が最初に世に出た時、どのプロのエレクトリック・ベース・プレイヤーおよびその母親も、このレコードの溝をすり減らし、クラークのスピーディーで雷鳴のような、親指でスラップしたフレーズを盗もうとした。しかし結局のところ、当時も今も、クラークが急速に作曲能力を向上させたことで、このアルバムが私達以外の人々にとっても聴きやすく楽しいものとなった」と評している。

## 収録曲
全曲ともスタンリー・クラーク作。
1. スクール・デイズ - "School Days" - 7:48
2. クワイエット・アフタヌーン - "Quiet Afternoon" - 5:06
3. ザ・ダンサー - "The Dancer" - 5:24
4. デザート・ソング - "Desert Song" - 6:53
5. ホット・ファン - "Hot Fun" - 2:52
6. ライフ・イズ・ジャスト・ア・ゲーム - "Life Is Just a Game" - 8:58

## 参加ミュージシャン
- スタンリー・クラーク - エレクトリックベース、アコースティック・ベース、ピッコロ・ベース、ハンドベル、ゴング、チャイム、ピアノ、ボーカル
- デヴィッド・サンシャス - キーボード(#1)、ミニ・モーグ・シンセサイザー(#2, #3)、オルガン(#3)、エレクトリックギター(#5)
- ジョージ・デューク - キーボード(#6)
- レイモンド・ゴメス - ギター(#1, #3, #5)
- ジョン・マクラフリン - アコースティック・ギター(#4)
- イカルス・ジョンソン - エレクトリックギター、アコースティック・ギター(#6)
- ジェリー・ブラウン - ドラムス(#1, #3)
- スティーヴ・ガッド - ドラムス(#2, #5)
- ビリー・コブハム - ドラムス(#6)、モーグ・シンセサイザー(#6)
- ミルトン・ホランド - パーカッション(#3, #4)

ストリングス
David Campbell、Dennis Karmazyn、Lya Stern、Thomas Buffum、Janice Adele Gower、Marcia Van Dyke、Karen Jones、Robert Dubow、Ronald Strauss、Rollice Dale、Gordon Marron、John Wittenberg、Marilyn Baker
ブラス・セクション
Jack Nimitz、Buddy Childers、Lew McCreary、Dalton Smith、Robert Findley、Gary Grant、George Bohanon、William Peterson、Stuart Blumberg、Albert Aarons